# 網岡雄
網岡 雄（あみおか ゆう、1928年3月22日 - 2011年2月23日）は、日本の政治家。衆議院議員（3期）。

## 経歴
三重県三重郡菰野町出身。1951年、岐阜薬学専門学校（現岐阜薬科大学）卒業。薬剤師になる。
1959年、愛知県議会議員に名古屋市千種区選挙区から立候補し初当選。以後5期20年県議を務め、日本社会党愛知県本部書記長、副委員長を歴任した。
1979年、第35回衆議院議員総選挙に衆議院旧愛知2区から社会党公認で立候補するが次点で落選。1980年の総選挙も次点で落選。
1983年春の褒章で藍綬褒章受章。同年第37回衆議院議員総選挙において初当選。1986年の総選挙は落選。1990年の総選挙で返り咲く。1993年の総選挙で3期目の当選。
1996年に社会民主党を経て、民主党に参加。同年の第41回総選挙に愛知6区から立候補するも落選した。
1998年4月の春の叙勲で勲三等に叙され、旭日中綬章を受章する。
2011年2月23日、肺炎のため、死去した。82歳没。死没日をもって従四位に叙された。

## 政策
- 選択的夫婦別姓制度導入に賛同。